# Ley de Gérson
La Ley de Gérson es un concepto sociocultural brasileño que describe una disposición pragmática y utilitarista orientada hacia la maximización de beneficios individuales mediante la transgresión o el cuestionamiento de normativas éticas, morales y, en ocasiones, legales. Este principio se ha consolidado como un arquetipo cultural asociado al oportunismo, la corrupción sistémica y la erosión de valores comunitarios, especialmente en el contexto socioeconómico de Brasil.

## Origen
Esta expresión tuvo su origen en una propaganda del año 1976 creada por Caio Domingues & Associados, que había sido contratada por el fabricante de cigarros J. Reynolds, propietaria de la marca de cigarros Vila Rica, con la finalidad de promocionar su producto. Un vídeo presentaba al centrocampista Gérson de Oliveira Nunes de la Seleção Brasileira de Futebol como protagonista. Ese vídeo se iniciaba asociando la imagen de Gérson de Oliveira como "Cerebro del equipo campeón del mundo de la Copa del mundo de 70", junto a un entrevistador que con un micrófono en mano pregunta al futbolista: ¿Por qué Vila Rica?, y quién mientras escucha la respuesta recibía un cigarrillo de Gerson y lo encendía; este diálogo terminaba con la frase:

"Por que pagar mais caro se o Vila me dá tudo aquilo que eu quero de um bom cigarro? Gosto de levar vantagem em tudo, certo? Leve vantagem você também, leve Vila Rica!".
Traducción al español: .

Posteriormente, el jugador expresó públicamente su arrepentimiento por haber asociado su imagen en ese anuncio, visto que cualquier comportamiento poco ético fue entonces asociado a su nombre, a través de expresiones tales como: Síndrome de Gérson y Lei de Gérson.
El director de ese comercial, José Monserrat Filho, buscando eximirse de responsabilidades, afirmó en forma pública que se hacía una interpretación errónea de su vídeo, expresando: "Houve um erro de interpretação, o pessoal começou a entender como ser malandro. No segundo anúncio dizíamos: «levar vantagem não é passar ninguém para trás, é chegar na frente"», mas essa frase não ficou, a sabedoria popular usa o que lhe interessa."
En los años 80 comenzaron a surgir escándalos y situaciones turbias, y la población, recordando la publicidad, comenzó a llamarlas "Lei de Gérson".